# Mignovillard
Mignovillard es una comuna nueva francesa situada en el departamento de Jura, de la región de Borgoña-Franco Condado.

## Historia
Fue creada el uno de enero de 2016, en aplicación de una resolución del prefecto de Jura de 30 de noviembre de 2015 con la unión de las comunas de Communailles-en-Montagne y Mignovillard, pasando a estar el ayuntamiento en la antigua comuna de Mignovillard.

## Demografía
| Gráfica de evolución demográfica de Mignovillard entre 1800 y 2014 |
|                                                                    |

Los datos entre 1800 y 2014 son el resultado de sumar los parciales de las dos comunas que forman la nueva comuna de Mignovillard, cuyos datos se han cogido de 1800 a 1999, para las comunas de Communailles-en-Montagne y Mignovillard de la página francesa EHESS/Cassini. Los demás datos se han cogido de la página del INSEE.

## Composición
| Comuna                   | Código INSEE | Población (2013) | Superficie (km²) | Densidad (hab./km²) |
| ------------------------ | ------------ | ---------------- | ---------------- | ------------------- |
| Communailles-en-Montagne | 39161        | 48               | 4.01             | 12                  |
| Mignovillard             | 39331        | 743              | 53.82            | 14                  |